# Quận Nye, Nevada

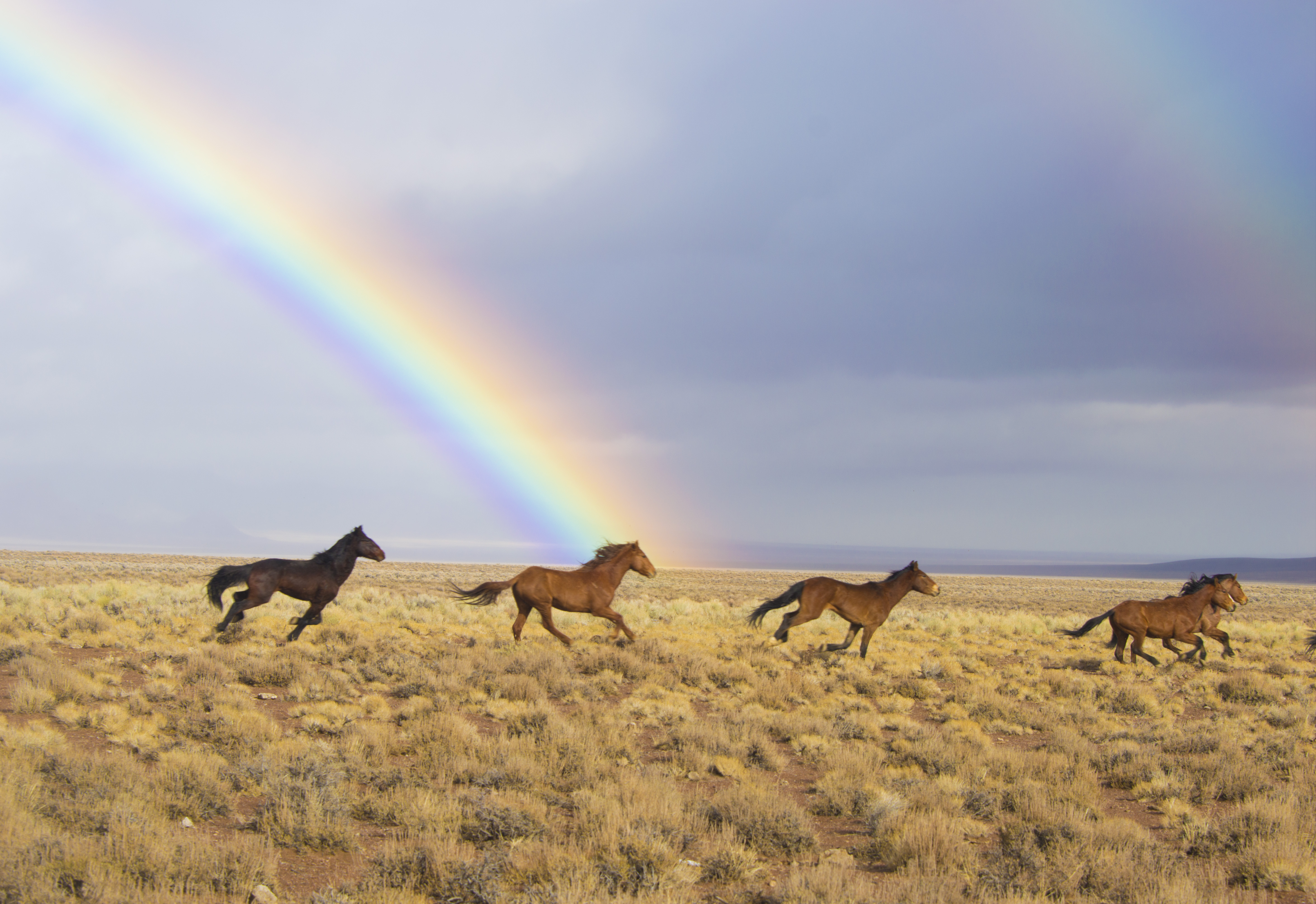
2017 Reveille Wild Horse Release bởi BLM, khoảng 50 dặm Anh về phía đông của Tonopah và 12 dặm Anh về phía nam Warm Springs, Nevada

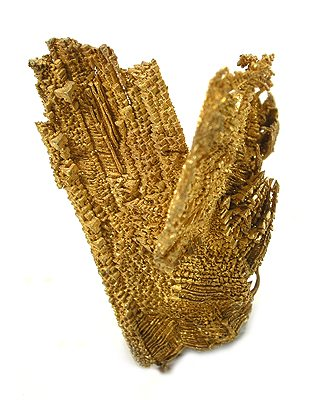
Mẫu vàng từ mỏ vàng núi Round.

Quận Nye là một quận thuộc tiểu bang Nevada, Hoa Kỳ. Theo của cuộc Tổng điều tra dân số năm 2010, dân số là 43.946 người. Quận lỵ là Tonopah.. Với diện tích 18.159 dặm vuông (47.030 km2), Nye là quận có diện tích lớn ở bang và quận lớn thứ ba ở Hoa Kỳ rộng lớn (như vậy, không bao gồm các quận của Alaska).
Quận Nye bao gồm Khu Thống kê vùng đô thị Pahrump, NV, nằm trong Las Vegas-Henderson, Khu Thống kê Kết hợp NV-AZ.
Trong năm 2010, trung tâm dân số của Nevada nằm ở phía nam của quận Nye, rất gần núi Yucca.
Vị trí Kiểm tra Nevada và khu kho chất thải hạt nhân Yucca đề xuất nằm ở phía tây nam của hạt và là trọng tâm của nhiều tranh cãi chính trị và công khai trong tiểu bang. Chính quyền liên bang quản lý 92 phần trăm đất đai trong quận. Một nỗ lực đưa chất thải hạt nhân vào năm 1987 đã tạo ra thị trấn Bullfrog County, Nevada, nơi đã bị giải thể hai năm sau đó.
Hạt có vài khu vực nhạy cảm với môi trường, bao gồm cả Khu bảo tồn Động vật Hoang dã Quốc gia Ash Meadows, Thung lũng Sông White, một số hòn đảo trên Great Basin và một phần của VQG Thung lũng Chết. Khách thăm thung lũng Death Valley thường trú tại Beatty hoặc thung lũng Amargosa.
Quận Nye là một trong 11 quận Nevada nơi mại dâm là hợp pháp. Hạt không có các thành phố kết hợp. Trụ sở của chính phủ ở Tonopah là 160 dặm (260 km) từ Pahrump, nơi có khoảng 86 phần trăm dân số của quận cư trú. Quận Nye được đặt biệt danh là "Vương quốc Nye" từ chương trình phát thanh Coast to Coast AM, do Art Bell tạo ra bởi nghệ sĩ Pahrump.